# 옥산초등학교 (경기)
옥산초등학교는 대한민국 경기도 부천시 원미구에 있는 공립 초등학교이다.

## 학교 연혁
- 2001. 03. 01. 샛별초등학교 설립인가
- 2003. 03. 01. 옥산초등학교 개교(9학급 편성)
- 2004. 11. 11. 소규모 신설학교 경영연구 보고회
- 2005. 03. 01. 12학급 편성(학급당 35명)
- 2007. 10. 10. 방과후학교 우수교 표창(교육감)
- 2008. 12. 05. 학교평가 우수교 표창(교육감)
- 2008. 12. 20. 예절체험학습장 우수교 표창(교육감)
- 2012. 11. 28. 옥산초 배드민턴부(남) 창단
- 2012. 12. 28. 학교문화 혁신 우수교 표창(교육장)
- 2014. 09. 01. 제 6대 김미리 교장 취임
- 2015. 02. 13. 제11회 졸업식 거행
- 2015. 03. 01. 6학급 편성(학급당 17명)

## 참고 자료
- 옥산초등학교 - 한국교육학술정보원 학교알리미